# 奥托·耶利内克
奥托·耶利内克（捷克語：Otto Jelinek，1940年5月20日—），加拿大男子花样滑冰运动员。他曾代表加拿大参加世界花样滑冰锦标赛，获得一枚金牌、一枚银牌和二枚铜牌。他也参加了1960年冬季奥运会。

## 家庭
妹妹玛丽亚·耶利内克。